# Glossopsitta concinna
El lori almizclero (Glossopsitta concinna) es una especie de ave psitaciforme de la familia Psittaculidae que vive en el centro y suroeste de Australia. Es la única especie actual del género Glossopsitta. Se distingue por tener el pico y la frente de color rojo, píleo azul claro y partes inferiores del ala amarillas. También se caracteriza por producir un almizcle de olor dulce que le da su nombre común.